# 奥田民生
奥田 民生（おくだ たみお、1965年〈昭和40年〉5月12日 - ）は、日本のミュージシャン、歌手、シンガーソングライター、ギタリスト、音楽プロデューサー。ロックバンドUNICORNのメンバー。
広島県広島市東区尾長出身。
1987年、ロックバンドUNICORNのボーカリストとしてデビュー。「大迷惑」「働く男」「すばらしい日々」など、数々のヒット曲を世に送り出し、バンドブームの寵児ともいわれ、その中心的な役割を果たした。バンドは1993年に解散（2009年に再結成）。その後、約1年間の充電期間を経て、1994年からソロ活動を開始。
以降、ソロ活動の傍ら、PUFFYのプロデュースや井上陽水奥田民生をはじめとした様々なミュージシャンとのコラボレーションなど、バンド、ソロ、プロデュースにおいて成功を収めている。
ソロ活動においての代表曲は、「愛のために」「イージュー★ライダー」「さすらい」など。

## 経歴
広島市立尾長小学校、広島市立二葉中学校、広島皆実高校卒業。
1979年、中学生の頃に、初めてバンドを結成。
「当初は端でベースを弾いていたが、女の子がキャーキャー言い始めたため、引っぱり出されてフロントマンになった」とされる『INLIFE 男の履歴書』の記述は誤りで、「最初からギターです」と宝島社『smart』2018年8月号にて語っている。子供の頃からビートルズファンで、ハモリは早い時期からやってはいた。歌に専念という形になったのは高校に入ってからで、当時のバンドのボーカルが受験勉強で抜けたため、自然に歌うようになったという。「最初は恥ずかしくて、今でもギターに専念した方が良かったかなと思う」と話している。
高校時代には、アーチェリー部に所属、県の新人戦で優勝した経験がある。広島電子専門学校に進学後も、音楽活動を継続（後に専門学校は中退）。『夕やけニャンニャン』の息っ子クラブメンバーオーディションに参加するも、落選。

### ユニコーン時代
専門学校時代に在籍した「READY」解散後、川西と手島の誘いに応じ、1986年3月23日、ユニコーンにボーカルとして加入。同年7月にソニーミュージックのオーディションに合格。1987年、ユニコーンは広島から上京、アルバム『BOOM』でデビュー。

1989年に発表したファーストシングル『大迷惑』の大ヒットをきっかけにブレイク。以降、「働く男」「ヒゲとボイン」「雪が降る町」「すばらしい日々」などのヒット曲を生み出す。ユニコーンは同世代や後続の多くのバンド・ミュージシャンに大きな影響を与えた。
- 1990年、期間限定で「THE BAND HAS NO NAME」を結成、同じ事務所のBe-Modernを解散した直後の3人（現SPARKS GO GO）とともにアルバム『BAND HAS NO NAME』をリリース。
- 1992年、同じ広島県出身であるJUN SKY WALKER(S)の寺岡呼人とのユニット「寺田」を結成してツアーを行う。リリースはない。2004年、後述の「ひとり股旅スペシャル@広島市民球場」の後夜祭にて、同郷のCHEMISTRYの堂珍嘉邦を交えて3人で「寺田堂」を結成。その後もイベント等でしばしば寺田として登場し、さまざまな曲のカバーを中心に演奏している。
- 『夢で逢えたら』のテーマ曲にユニコーンが起用され、同番組にも何度か出演。その後『ダウンタウンのごっつええ感じ』にて、阿部義晴と共に準レギュラーとして「民生くんとアベくん」のコーナーを担当。

- 1993年9月21日、『オールナイトニッポン』（ニッポン放送）内で、ユニコーンは解散を発表、7年間の活動に終止符を打つ。

### ソロ・プロデュース活動
およそ半年間の充電期間の後、1994年にシングル「愛のために」でソロ活動を開始。同曲は、ソロデビューシングルにして、自身初のミリオンセラーを達成。
1996年、音楽プロデューサーとして、女性デュオ「PUFFY」をデビューさせる。彼女たちの特異な脱力感、無気力感、気だるそうな立ち居振る舞いが話題になり、大ヒット。プロデューサーとしても注目を集める。
1997年、井上陽水とのコラボレーションユニット「井上陽水奥田民生」を結成。アルバム『ショッピング』を発表し、年末まで活動。浜田雅功のソロシングル「春はまだか」のプロデュースも行い、浜田の番組『人気者でいこう!』にも出演した。
1998年、ギター一本の弾き語りライブ「ひとり股旅」ツアーを行う。

### 2000年代
2000年、北海道のローカル番組『鈴井の巣』（HTB）に出演、大泉洋率いる「大泉バンド」のデビュー曲「負け戦」を作曲。
2001年、「Dream Power ジョン・レノン スーパー・ライヴ2001」に出演。
2002年、東京スカパラダイスオーケストラのシングル「美しく燃える森」に、ゲストボーカルとして参加。Charと山崎まさよしとの3人によるユニット「三人の侍」を結成し、北海道のフェスに参加。
2003年、真心ブラザーズのYO-KINGらと4人組バンド「O.P.KING」を結成し、ミニアルバム『O.P.KING』を発表。「Dream Power ジョン・レノン スーパー・ライヴ2003」に2回目の出演。
2004年、ソロ10周年を記念して、広島市民球場にてコンサート「ひとり股旅スペシャル@広島市民球場」を敢行、唯一、広島市民球場でのコンサートを実現させた歌手となった。また、自身がパーソナリティーを務めるラジオ番組『OH! MY RADIO』（J-WAVE、奥田は月曜日担当）も12月に復帰（3月で卒業）。
2005年、広島球場でのドキュメンタリーにドラマを加えた映画『カスタムメイド10.30』が公開。「THE BAND HAS NO NAME」を15年ぶりに再開、アルバム『II』をリリースし、フェスにも参加。同年10月7日、「Dream Power ジョン・レノン スーパー・ライヴ2005」3回目の出演。
2006年、「三人の侍」の全国ツアーを、4月から神戸を皮切りに行う。9月には、阿部義晴の40歳記念ツアーにジェット機らとともに参加。また、9年振りに井上陽水奥田民生を再結成し、12月にシングル「パラレル・ラブ」をリリース。2007年にかけてユニットとしては初のツアーを行う。アメリカのバンド「The Verbs」にサポート参加し「The Verbs + 奥田民生」としてフェスなどに出演。
2007年、デビュー20周年を迎える。井上陽水奥田民生名義のセカンドアルバム「ダブルドライブ」を発表。10月24日にトリビュートアルバム『ユニコーン・トリビュート』、『奥田民生・カバーズ』が発売。12月8日には、「Dream Power ジョン・レノン スーパー・ライヴ2007」に4回目の出演。12月14日に過去のアルバム（ユニコーン時代のコンピレーションは除く）を紙ジャケ仕様で再発。
2008年、自身最高傑作と豪語するアルバム『Fantastic OT9』を発表、1年で2度の全国ツアーに出る。12月8日には、「Dream Power ジョン・レノン スーパー・ライヴ2008」に5回目の出演。
2009年、ユニコーン活動再開。ユニコーンの活動と並行して、夏フェスでは「ひとり股旅（北海道ではひとりポックル）」として参加し、また同年11月公開の映画『僕らのワンダフルデイズ』の音楽アドバイザーおよび劇中歌の楽曲提供、主題歌を担当するなどソロ活動も精力的に行っている。7月1日に所属事務所のソニー・ミュージックアーティスツ（Sony Music Artists、略称SMA）顧問に就任する。また、「Dream Power ジョン・レノン スーパー・ライヴ2009」に6回目の出演。

### 2010年代
2010年、東京スカパラダイスオーケストラのシングル「流星とバラード」に、8年ぶり2度目のゲストボーカルとして参加。3月よりレコーディングソロツアー『ひとりカンタビレ』開催。通常のライブとは違い、各会場で新曲の制作を行うレコーディング・ライヴであり、観客の前ですべての楽器を自身でプレイ、レコーディングし、できた楽曲を配信リリースするという企画である。追加公演を含む全10公演、10曲のレコーディングを完了させた。これらの楽曲は後にスタジオでリミックスされ、8月4日に10thアルバム『OTRL』としてリリースされた。
プロデュース業も並行して行い、髭（HiGE）のシングルおよびアルバム「サンシャイン」の収録曲の数曲をプロデュース。
The Verbsへの正式加入が発表され、来日公演に参加。基本、奥田は国内での活動となっているが、2015年に米ツアーに参加することが発表された。
2011年、2004年以来となる「ひとり股旅スペシャル」を広島・厳島神社にて開催。
映画『マイ・バック・ページ』の主題歌として、真心ブラザーズとのユニット「真心ブラザーズ+奥田民生」名義でシングル「My Back Pages」リリース。
2012年、上記の延長として3人による新ユニット「地球三兄弟」の結成、リリースとツアーを発表。
2013年、地元、広島にある企業・マツダとのタイアップにより、「風は西から」リリース。同曲はマツダの企業CM・「Be a driver.」のCMソングとして書き下ろされた。
2013年、5月、岸田繁（くるり）伊藤大地とともに、「サンフジンズ」として『JAPAN JAM』に登場した。
2015年、5月に生誕50年記念ライブ「OT50祭"もみじまんごじゅう"」公演を開催。
長年在籍したソニー系レーベルを離れ自主レーベル「ラーメンカレーミュージックレコード」設立を発表。
同年11月28日にMAZDA Zoom-Zoom スタジアム広島にて「奥田民生ひとり股旅スペシャル＠マツダスタジアム」公演を開催。ライブ中盤にてサプライズ的に広島東洋カープの前田健太、大瀬良大地が登場し、打者に奥田、捕手に大瀬良、投手に前田と言う形式で「始球式」が行われた。
2016年、スキマスイッチの「全力少年」をプロデュース（リアレンジ）した楽曲が「全力少年 produced by 奥田民生」のタイトルでリリースされる。

### 2020年代
2020年、日本テレビ系テレビアニメ『ハクション大魔王2020』の主題歌を担当。「サテスハクション」を書き下ろした。
同年12月、マキシマム ザ ホルモン主催の企画「ホルモンの新曲俺ならこう歌う選手権!!」に参加。
2022年5月1日、TRICERATOPSの和田唱が出演した「ARABAKI ROCK FEST.22」で「ひとこと言わせてくれ。ステージ上での泥酔をよしとする風潮はどうなのよ？」「ステージ上での泥酔を良しとする風潮はどうなのよ？それを最高だの可愛いだの言うお客さんも俺はどうかと思うし、許してるスタッフの大人たちも問題ありだと思う」「周りがチヤホヤして許すから裸の王様が出来上がるんだ。みんなが言わないんだから俺が言う。以前は尊敬してたけどね」などとツィート。奥田を名指ししたわけではなかったが、すぐに奥田を指しているとネットで拡散したため、奥田が和田に連絡を取り、和解した。
2025年、吉川晃司とユニット「Ooochie Koochie」（オーチーコーチー）を結成。

## 人物

### 性格
- 若い頃はテレビから音楽の情報を仕入れており[3][8]、『ザ・ベストテン』の広島からの中継は、ほぼ見に行ったという（二葉中学からの西城秀樹[3][8]、広島三越前（賀茂鶴オアシス）からの沢田研二、広島駅新幹線口からの田原俊彦他）[22]。
- さとう珠緒がグラビアを中心に活動していた頃、大ファンで「どんな人かは知らないけど笑顔がいい。頑張ろうという気持ちになる」とのことから自身のライブ用の機材にグラビアの切抜きを片っ端から貼り付けていた時期があった[23]。
- 小泉今日子の大ファンであり、『HEY!HEY!HEY!』で共に出演した際にはまともに彼女を見ることも出来ず、司会のダウンタウンの2人に冷やかされるほどガチガチに緊張してしまった[23]。
- 井上陽水は普段の奥田の性格を非常に寡黙であると語っている[24]。奥田が井上、小林聡美、トータス松本と飲んでいた際、松本が音楽に対するモチベーションの低下からミュージシャンを辞めて俳優転向を考えていると洩らしたところ、奥田は非常に厳しい言葉で松本を引き止めたという[25]。井上は、普段寡黙である奥田からは考えられないようなキツい物言いをすることに驚き、松本に謝罪するよう諭したとも語った。

### 音楽性
- ROCKIN'ON JAPAN誌からは、「日本一のロック大将」[26]と称えられ、朝日新聞からは「J-POPの大立者」ともいわれている[27]。ROCK IN JAPAN FESTIVALには10年連続参加しており、数少ない皆勤賞のアーティストである。

- 音楽遍歴は雑多な音楽を聴いて育ったと話す[3][8]。自宅にビクターの一体型ステレオがあり、母親はエルヴィス・プレスリーや西城秀樹のファンで[3][8]、他にニール・セダカなどのアメリカンポップス、青江三奈などムード歌謡、演歌やイージーリスニング集などを聴く[3][8]。意識してレコードを買ったのは、小中学の先輩で地元が生んだスーパースター・西城秀樹[3]。ヒデキが『月刊明星』などの取材で、尾長小学校に凱旋した際、ヒデキに体に絡んだエピソードは双方から語られる[3][8]。小さい時はヒデキや沢田研二のファンで[3][8]、10歳の時、親戚のおばさんがガットギターを買ってくれ、『週刊明星』や『週刊平凡』に付いていた“歌本”を見てコード進行を覚え、ヒデキやかぐや姫など、色々な曲のコピーを始めた[8]。初めてのライブ観戦はダウン・タウン・ブギウギ・バンド[8]。洋楽で最初にガツンときたのはビートルズ[8]。ビートルズやキッス、ボストン、レインボーなどをコピーした[8]。また「歌番組世代」と話すように『夜のヒットスタジオ』や『ザ・ベストテン』は欠かさず見た[3][8]。在学中に中学の校庭から『ザ・ベストテン』の生中継があり[3]、ヒデキが「YOUNG MAN (Y.M.C.A.)」を歌った[3]。Char、原田真二、世良公則&ツイストの「ロック御三家」には「彼らのテレビでの生演奏は衝撃的だった」と話している[8]。高校に入ってLOUDNESS[28]、EARTHSHAKER、44MAGNUMなどを好んで聞いたが、この時期に一番影響を受けたのは子供ばんどだという[8]。専門学校時代（READY）からユニコーン加入までに影響を受けたのが安全地帯とポリス[3][8]。

- 音質に関してCDの音質に満足出来ず、カーオーディオにDAT搭載モデルがない事[注 1]を嘆いていた。アルバム『FAILBOX』以降はほぼ全ての作品をアナログ盤でもリリースしている。2002年以降に、レコード会社各社が導入したコピーコントロールCDについても、ミュージシャン側で導入前から音質面に大きな問題がある事を把握していた、数少ない人物の1人であった[注 2]。

- ギターコレクターであり、かなりの数のギターを所有している[32]。中でも、ギブソン社製のギターが多く、名器・1959年製レスポール・スタンダードを長年に渡りメインで使用してきた。なお、40歳の誕生日に、ギブソン社からカスタムショップ製作のレスポール・スタンダード（キャンディレッド）を贈呈され、2008年8月には、近年メインで使用しているレスポール・スペシャル（P-90ピックアップ、ビグスビー、TVホワイト・フィニッシュ）を忠実に再現した、カスタムショップ製作の「Gibson Custom Shop The INSPIRED BY Series Okuda Tamio Les Paul OT Special」が100本限定で製造・販売された（2008年8月1日現在。奥田民生公式ホームページにて発表）。2013年の「SPICE BOYS」ツアーでは、前述の1959年製レスポール・スタンダードを忠実に再現したギブソン・カスタムショップ製のレプリカモデルを（パイロットランとして）使用し、2015年に同モデルが限定生産という形で市販された[33]。

- 歌詞に関しては、数々のインタビューにおいて、あまり重要視していないと語っているが、意味がないようでさまざまに解釈できるため、曲の魅力を引き立てるものとなっている。また、「それはなにかとたずねたら」という曲において、「なべつかみ」という単語を入れたことを自慢していたらしい（スタッフ談）。その他にも、ユニークでナンセンスな歌詞が多い。楽曲自体にも多数見受けられるが、楽曲のタイトルもまた、有名な書籍や楽曲などのタイトルのパロディとなっているものが多数ある。例：「ワインのばか」（元ネタはロシアの民話『イワンのばか』）、「AND I LOVE CAR」（ビートルズの「AND I LOVE HER」）、「怒りの別件」（ブルース・リーの『ドラゴン怒りの鉄拳』）等。

- 奥田の歌に関して、斉藤和義は「LOUDNESS入れるくらい高音が出る（笑）。うまいというか、すごいというか。声量もそうだし、ピッチの正確さもそうだし、うちらの世代だと、ダントツで歌がうまいと思う。もちろんギターもいいし、ドラムもいいけど、やっぱりいちばんは歌かな」と評している[34]。

- PUFFYプロデュースの動機は、90年代半ば、小室哲哉や小林武史らがアーティストとして活動する傍ら、プロデューサー業に乗り出して目覚ましい活躍を納めていたことが大きい。同様のことが自分に出来るかどうか挑戦してみたかった、と著書で述べている[35]。これによりプロデューサーとして評価され、浜田雅功や木村カエラ、HiGEのプロデュースも手がけたことがある。

### 交遊
毎年多くのフェス、イベントに参加し、他のアーティストとの交流は多い。同年代のアーティストにも慕われる存在で、カーリングシトーンズメンバーである寺岡呼人、斉藤和義、浜崎貴司、YO-KING、トータス松本の他、草野マサムネ、山崎まさよし、桜井和寿、岡野昭仁、吉井和哉らともしばしばテレビ、雑誌などで共演する。先輩では井上陽水、矢野顕子、藤井フミヤらと交流がある。藤井は「民生くんは俺たちの下の世代の親分」「つるむ仲間がやたら多すぎる気もするけどね（笑）」などと表現している。

### 趣味
- 釣り、車、ゴルフなど多趣味[3][8][34]。楽器機材と車を合体させた録音車も作っている[34]。広島の著名海釣りスポットである能美や倉橋には今も行くことがあるという[3]。バスプロの今江克隆、河辺裕和とは、兼ねてから親交がある。車に関しては、レーサーの脇阪寿一とも交流がある。小さい頃からしょっちゅう親戚の修理工場に預けられていたことから[8]、4歳の頃に車のエンジン音を聞いただけで「ありゃルーチェじゃろ。ありゃぁシルビアじゃろ。」と言い当てた、という逸話を持つ車好きである[8]。「もちろん今はもう、まったくわからない」と話す[8]。歌詞の中にも、度々車やバイクに関するネタが登場し、それらの曲を集めたコンピレーション・アルバム『CAR SONGS OF THE YEARS』を発表している。愛車は、ダッジ・マグナム、初代カマロなどの外車のほか、最近は黒のスバル・R1に乗っており、タイヤとホイールとマフラーの交換や、パドルシフト仕様への改造など、車へのこだわりが垣間見られる（カーライフスタイル誌デイトナや、BSフジの番組『所さんの世田谷ベース』でも、奥田のR1が取り上げられた）。また、2012年にプロデュースしたチャットモンチーの「CHA-CHA-CHA（石井明美ver.のカバー）」では、曲冒頭で愛車カマロのエンジン音が録音されている。

- 過去に男性ファッション誌「BOON」の企画において、リーのジーンズやコンバースのスニーカーなどの奥田仕様の別注モデルを制作したことがある。G-SHOCKの奥田民生モデルも限定販売を行ったことがある。

- オン・オフ問わずサングラスを着用していることが多い（もともと視力は良い）が、本人曰くサングラスを着用するのは「照れ隠し」とのこと。近年はフォーナインズのフレームを愛用している[37]。

### 出身地にまつわるエピソード
- 父は元広島市議会議員（日本共産党）[38][39][注 3]（引退後は飲食店経営）だったため、子供時代は『赤旗（現『しんぶん赤旗』）』配達などを手伝っていた。「民生（たみお）」の名も音読みが同じ「民青（みんせい）」から来ている。父親の選挙の応援時にミニライブを行ったことがある。
- 広島のプロスポーツチームである広島東洋カープ・サンフレッチェ広島の大ファンである[3][41]。
  - 2000年3月にはタワーレコードのポスターで、当時カープの監督だった達川光男（達川晃豊）と共演（2種類有り、うち1枚は「奥田のカープ入団会見」風のポーズ[42]）。また、山本浩二の息子がユニコーン時代からのファンであったこともあって奥田本人が結婚式に参加して自身の曲「息子」などを歌った。
  - カープのマスコット「カープ坊や」の顔を奥田のイラストに変えた「民生坊や」をカープが公式グッズとして販売している（選手応援セットとして入場券とセットで販売[43]）。また、マツダスタジアムで試合開始前・7回裏に放映される「それ行けカープ」のカープファンリレー映像にも2015年版で名を連ねている[44]。
  - 2004年10月30日には、初代の広島市民球場において、同球場史上初のコンサート「ひとり股旅スペシャル@広島市民球場」を行った。なお、本ライブの開会宣言を行ったのは、当時広島東洋カープ監督であった山本浩二であった。
  - 2015年にマツダスタジアムにおいて、同球場開場以来初のコンサート「ひとり股旅スペシャル@マツダスタジアム」を行い、ライブ発表当日（2015年シーズンの開幕戦）の始球式では松井一實広島市長の投じた球を受ける捕手役を務めた[45]。
  - 2012年元旦の中国新聞朝刊の「カープV逸20年　私の提言」にて『負けたとき，もっと怒ろう』と題し、ファンを過激に叱咤激励する内容の寄稿を行っている。また、2015年に黒田博樹がメジャーリーグから復帰した際には、所属事務所を通じて「私は泣いています」というメッセージを寄せている（ちなみに3月29日の復帰後公式戦初登板はマツダスタジアムにて現地観戦している）。
  - 2003年、アルビレックス新潟の応援チャントとして使われているユニコーン時代の曲「I'M A LOSER」の替え歌「アイシテルニイガタ」をサポーターズCDに収録するために許諾を奥田に求めたところ、奥田は「サンフレッチェ広島の敵に曲を提供することはできない」と許諾を拒否したという（当時新潟と広島は共にJ2に所属しており、昇格争いのライバルだった）。現在も「アイシテルニイガタ」は新潟のサポーターズCDに収録されていない。
- お好み焼きは実家近くの「まるめん」を薦める[46]。
- 吉川晃司[注 4]、元T-BOLANの森友嵐士は同級生。吉川はバンド仲間の知り合いの知り合いくらいの感じで、広島時代は直接話したことはなかった[9][47]。吉川は奥田が高校生のときにデビューしてすぐに大スターになり[3][47]、当時は広島出身のスターが多かったため、「ついに同い年のヤツまで！」と尻を叩かれる思いだったという[3]。吉川は奥田について「昔はギタリストで、歌うたってなくて、どっちかというと寡黙…ユニコーンで世に出てきたときには『奥田ってあの奥田じゃねえよな』と同級生みんなでいってたんですよ。あいつ人間かわっとるやんけって。そんな感じだった」と話している[47]。広島皆実高校の先輩には吉田拓郎（ひとり股旅スペシャル@広島市民球場で「唇をかみしめて」をカバー）[3][6]、後輩に磯部正文（元HUSKING BEE）、MEG、為末大、森重真人、久保田智子、石川みなみらがいる[3][6]。

## エピソード
- デビュー前、アルバイト先の喫茶店[10]で「民生スペシャル」という鶏肉中心の定食メニューを考案した[48]。
- 1995年9月8日、5歳年上のユニコーン当時のスタイリスト美由紀（旧姓佐野）と結婚。8月25日には音楽仲間の世良公則、井上陽水、渡辺満里奈らを招いて披露宴も開催。
- ユニコーン在籍時、ソロ活動もまだの段階で『PATi PATi』発の単行本『奥田民生ショウ』（ソニー・マガジンズ、1992年）という奥田個人の本が出た[49]（なお、13年後の2005年には本著の続編となる『奥田民生ショウ2』が発売された）
- 奥田のファンだと言う木村拓哉とテレビで共演した時、木村が一番好きな曲と言うPUFFYに書いた「海へと」を演奏した。この時、木村が「こんないい曲、何で自分で歌わないんですか」と聞くと「いやぁ時間が無くて」と締め切りに間に合わず、やむなくPUFFYに渡したことを明かした。後に「海へと」自体はライブ盤で民生バージョンがCD化された。
- 大のゲーマーで、ユニコーン時代に雑誌に連載を持つほどであった。『電気グルーヴのオールナイトニッポン』では「スーパーファイヤープロレスリング」でピエール瀧との熱戦を繰り広げた。『ダウンタウンのごっつええ感じ』において、松本人志と「テトリス」や「ぷよぷよ」「マリオカート」で対決し勝利したこともある。シンプルなゲームが好きなようで一時期はWindowsのピンボールに熱中しており、毎日2時間はプレイしていたという[50][51]。
- Charと山崎まさよしとの3人によるユニット「三人の侍」の全国ツアーの際、ステージにはユニットの家紋が飾られ、刀を携え、侍語のアピールに、歌詞以外は外来語を禁止、ビートルズの歌を歌う時は「次はかぶとむしの歌でござる」、「アレルギーの特効薬」という曲は「腫れ物全般の特効薬」などと紹介していた。
- 奥田と親交のある小原礼・尾崎亜美夫妻がホスト役を務めた日本BS放送（BS11）の音楽番組『MUSICA〜音のおもてなし〜』では、毎年、新年最初の放送に奥田がゲスト出演するのが恒例となっていた。
- ユニコーンでのデビュー前、おニャン子クラブの男性版「息っ子クラブ」のオーディションを受けていたことが、元息っ子クラブのメンバーのインタビュー記事内で明らかになっている[52]。

## 影響
- 漫画家のいくえみ綾が奥田のファンであり、奥田の楽曲をモチーフとした作品『スカイウォーカー』を発表している。
- 渋谷直角は2015年に奥田に憧れる男性を描いた漫画『奥田民生になりたいボーイ 出会う男すべて狂わせるガール』を発表。2017年に大根仁監督により『奥田民生になりたいボーイと出会う男すべて狂わせるガール』のタイトルで映画化が予定され、奥田の曲も使用される[53]。
- UNICORN時代から奥田のファンは多いが、ホルモン・ナヲ[54][55]、ファーストサマーウイカ[54]らが特に奥田の大ファン[54]。ホルモン・ナヲは、UNICORNが1993年に「オールナイトニッポン」で解散を発表した際、ニッポン放送前で出待ちしたという[54]。鬼龍院翔は初めて自分のお金で買ったレコードが「イージュー★ライダー」という[56]。

## ライブ

### ライブ・バンド

#### GOZ 第1期 1995年 - 2002年、2004年、2015年、2024年
- 奥田民生：ヴォーカル/ギター/サックス/ハーモニカ
- 長田進（Dr.StrangeLove）：ギター/コーラス
- 斎藤有太：キーボード/コーラス
- 根岸孝旨（Dr.StrangeLove）：ベース/コーラス
- 古田たかし（Dr.StrangeLove）：ドラム/コーラス

TOUR "29-30"〜TOUR 0102「奥田STANDARD民生CUSTOM」、TOUR OT10
、『となりのベートーベン』

#### GOZ 第2期 2002年 - 2003年
- 奥田民生：ヴォーカル/ギター/サックス
- 長田進：ギター/コーラス
- 斎藤有太：キーボード/コーラス
- 根岸孝旨：ベース/コーラス
- 古田たかし：ドラム/コーラス/フルート
- 西岡英朗：パーカッション/トランペット/コーラス
- ワンツー佐藤（佐藤一二）：ドラム（古田がフルートを演奏している時）

Live E 0203

#### MTR&Y 2005年 - 現在
- 奥田民生：ヴォーカル/ギター/ハーモニカ
- 斎藤有太：キーボード/コーラス
- 小原礼：ベース/ コーラス
- 湊雅史：ドラム

TOUR "MTR&Y 05" - 2015ツアー“秋コレ”

### ひとり股旅
奥田のライブ形態の一種。作務衣（松本人志から「一人ごっつ」用のものを譲り受けた）にタオルを頭に巻いた出で立ちで、バックバンドは一切設けずアコースティックギター1本で事務用の椅子に座って演奏する。MCでは酒を挟み、演奏曲もその時の気分で決められる。通常のライブでは披露することの無いカバー（ブラックビスケッツ「タイミング」、エキセントリック少年ボウイオールスターズ「ああエキセントリック少年ボウイ」等）が披露されるのも特徴のひとつ。1998年の「ひとり股旅ツアー」終了後も単独ライブやロックフェスティバルで時折開催されるようになり、2004年の広島市民球場ライブは、当初は球場の周辺に住宅地が多く存在するため騒音問題を懸念した球場側が難色を示していたが、ひとり股旅形式で行う事を条件に開催が実現した。

### ワンマンライブ・主催イベント
- 1995年 - tamio okuda TOUR "29-30"
- 1996年 - okuda tamio tour '96 イージュー☆ライダー
- 1996年 - 奥田民生 LIVE WORKS SPECIAL "WEEKEND NIGHT FEVER with his friends"
- 1997年 - okuda tamio tour '97 股旅
- 1998年 - okuda tamio tour '98 股旅ふたたび
- 1999年 - okuda tamio tour '99 CANNONBALL
- 2000年 - okuda tamio TOUR 2000 GOLDBLEND
- 2001年 - okuda tamio tour 0102 奥田STANDARD民生CUSTOM
- 2002年 - OKUDA 3 NIGHTS
- 2002年 - okuda tamio live E 0203
- 2003年 - okuda tamio live Ez
- 2004年 - okuda tamio TOUR OT10
- 2004年 - ひとり股旅スペシャル@広島市民球場
- 2005年 - okuda tamio tour"MTR&Y 05"
- 2006年 - okuda tamio Cheap Trip 2006
- 2006年 - 三人の侍〜旅情編〜
- 2006年 - The Verbs + 奥田民生 #1st Tour 2006
- 2007年 - DOUBLEHEADER @ZEPP LEAGUE
w/木村カエラ/Theピーズ/TRICERATOPS/斉藤和義/PUFFY/サンボマスター/GRAPEVINE
- 2008年 - okuda tamio FANTASTIC TOUR 08
- 2008年 - okuda tamio FANTASTIC TOUR "AGAIN" 08
- 2010年 - 奥田民生ひとりカンタビレ
- 2010年 - The Verbs JAPAN TRIP 2010
- 2010年 - OKUDA TAMIO JAPAN TOUR MTR&Y 2010
- 2011年 - okuda tamio tour 2011-2012 〜おとしのレイら〜
- 2011年 - ひとり股旅スペシャル＠嚴島神社
- 2013年 - 奥田民生 2013ツアー"SPICE BOYS"
- 2013年 - ひとりギロッポン
- 2015年 - 秋コレ 〜MTR&Y Tour 2015〜
- 2015年 - ひとり股旅スペシャル＠マツダスタジアム

## ディスコグラフィ

### シングル
| 枚   | 発売日         | タイトル                     | 最高順位 |
| 1st  | 1992年8月29日  | 休日                         | 9位      |
| 2nd  | 1994年10月21日 | 愛のために                   | 2位      |
| 3rd  | 1995年1月15日  | 息子                         | 2位      |
| 4th  | 1995年5月21日  | コーヒー                     | 7位      |
| 5th  | 1995年10月1日  | 悩んで学んで                 | 7位      |
| 6th  | 1996年6月21日  | イージュー★ライダー          | 4位      |
| 7th  | 1997年11月1日  | 恋のかけら                   | 16位     |
| 8th  | 1998年2月5日   | さすらい                     | 4位      |
| 9th  | 1999年2月20日  | 月を超えろ                   | 12位     |
| 10th | 2000年1月19日  | マシマロ                     | 4位      |
| 11th | 2001年7月25日  | The STANDARD                 | 10位     |
| 12th | 2001年10月24日 | CUSTOM                       | 15位     |
| 13th | 2002年3月20日  | 花になる                     | 8位      |
| 14th | 2002年9月4日   | ヘヘヘイ                     | 8位      |
| 15th | 2002年10月23日 | まんをじして                 | 18位     |
| 16th | 2004年4月28日  | サウンド・オブ・ミュージック | 8位      |
| 17th | 2004年6月30日  | スカイウォーカー             | 10位     |
| 18th | 2004年8月25日  | 何と言う                     | 11位     |
| 19th | 2005年10月5日  | トリッパー                   | 11位     |
| 20th | 2006年7月19日  | MANY                         | 19位     |
| 21st | 2007年11月21日 | 無限の風                     | 17位     |
| 22nd | 2008年9月17日  | SUNのSON                     | 9位      |
| 23rd | 2010年9月8日   | 最強のこれから               | 19位     |
| 24th | 2012年1月11日  | 拳を天につき上げろ           | 9位      |
| 25th | 2013年9月11日  | 風は西から                   | 8位      |
| 26th | 2017年7月12日  | エンジン                     | 19位     |
| 27th | 2020年6月17日  | サテスハクション             | 14位     |
| 28th | 2022年3月9日   | 太陽が見ている               | 11位     |

- 1.「休日/健康」から8.「さすらい」までの8cmシングルは2005年3月24日に12cmシングルで再発された。
- 以下の3作品は当初、LGCD2（コピーコントロールCD）で発売されたが、SMEのLGCD廃止に伴い、店頭回収、新品番にてCD-DA盤がリリースされ、ジャケットの「cccd」の文字は「cd」となった。

- 『サウンド・オブ・ミュージック』旧品番：SECL-73 → 新品番：SECL-318
- 『スカイウォーカー』旧品番：SECL-83 → 新品番：SECL-321
- 『何と言う』旧品番：SECL-99 → 新品番：SECL-327

### オリジナルアルバム
| 枚   | 発売日         | タイトル             | 最高順位 |
| ---- | -------------- | -------------------- | -------- |
| 1st  | 1995年3月8日   | 29                   | 2位      |
| 2nd  | 1995年12月1日  | 30                   | 3位      |
| 3rd  | 1997年7月1日   | FAILBOX              | 4位      |
| 4th  | 1998年3月18日  | 股旅                 | 3位      |
| 5th  | 2000年3月23日  | GOLDBLEND            | 6位      |
| 6th  | 2002年9月19日  | E                    | 4位      |
| 7th  | 2004年10月6日  | LION                 | 3位      |
| 8th  | 2005年4月27日  | comp                 | 5位      |
| 9th  | 2008年1月16日  | Fantastic OT9        | 5位      |
| 10th | 2010年8月4日   | OTRL                 | 4位      |
| 11th | 2013年11月27日 | O.T.Come Home        | 8位      |
| 12th | 2017年9月6日   | サボテンミュージアム | 5位      |

- 1st〜8thが2007年12月に紙ジャケット仕様で再発売された。
- 1st〜11thのリマスタリングしたものをまとめた『OT REMASTERS』というBOXが2014年10月22日に発売された。

### 企画盤
|                              | 発売日         | タイトル                                                             | 最高順位 |
| ---------------------------- | -------------- | -------------------------------------------------------------------- | -------- |
| カーソング・セレクション     | 2001年1月11日  | CAR SONGS OF THE YEARS                                               | 2位      |
| ライブ・アルバム             | 2003年11月6日  | OKUDA TAMIO LIVE SONGS OF THE YEARS / CD                             | 13位     |
| ベスト・アルバム             | 2007年1月17日  | 記念ライダー1号〜奥田民生シングルコレクション〜                      | 3位      |
| ベスト・アルバム             | 2007年1月17日  | 記念ライダー2号〜オクダタミオシングルコレクション〜                  | 5位      |
| トリビュート・アルバム       | 2007年10月24日 | 奥田民生・カバーズ                                                   | 7位      |
| カップリング・ベストアルバム | 2008年10月29日 | BETTER SONGS OF THE YEARS                                            | 15位     |
| サウンドトラック             | 2009年11月4日  | 僕らのワンダフルデイズ サウンドトラック シーラカンズ / 奥田民生 名義 | 29位     |
| コラボレーション・シングル   | 2011年5月25日  | My Back Pages 真心ブラザーズ + 奥田民生 名義                         | 26位     |
| ライブ・アルバム             | 2012年3月28日  | Gray Ray & The Chain Gang Tour Live in Tokyo 2012                    | 15位     |
| トリビュート・アルバム       | 2013年3月6日   | 奥田民生・カバーズ2                                                  | 39位     |
| ライブ・アルバム             | 2016年5月11日  | 秋コレ 〜MTR&Y Tour 2015〜                                           | 7位      |
| ライブ・アルバム             | 2016年9月7日   | 奥田民生 生誕50周年伝説“となりのベートーベン”                        | 48位     |
| サウンドトラック             | 2017年9月13日  | 奥田民生になりたいボーイに贈るプレイリスト                           | 116位    |
| セルフカバー・アルバム       | 2018年9月26日  | カンタンカンタビレ                                                   | 13位     |

### 配信限定

#### シングル
| 枚  | 配信日         | タイトル                             | 収録曲                                    | 備考 |
| --- | -------------- | ------------------------------------ | ----------------------------------------- | --- |
| 1st | 2007年7月9日   | 明日はどうだ                         | イナビカリ（football mix） / 明日はどうだ | 1. NHK「サッカーAFCアジアカップ2007」テーマ曲 2. ニッカウヰスキー「ブラックニッカ クリアブレンド」CMソング                                   |
| 2nd | 2011年4月13日  | タビザル★ライダー                    | タビザル★ライダー                         | 日本テレビ「東野・岡村の旅猿 プライベートでごめんなさい…」のために、 1996年発表の「イージュー★ライダー」の歌詞を一部変えセルフカバーしたもの |
| 3rd | 2011年8月8日   | EBm                                  | EBm                                       | 「ROCK IN JAPAN FESTIVAL 2011」の「奥田民生の数人カンタビレ」で録音した曲 2012年にシングル「拳を天につきあげろ」のカップリングとして収録     |
| 4th | 2022年4月13日  | さすらい - From THE FIRST TAKE       | さすらい - From THE FIRST TAKE            | 「さすらい」のTHE FIRST TAKEのバージョン |
| 5th | 2022年4月13日  | 太陽が見ている - From THE FIRST TAKE | 太陽が見ている - From THE FIRST TAKE      | 「太陽が見ている」のTHE FIRST TAKEのバージョン                                                                                               |
| 6th | 2022年8月3日   | はんなりドライブ                     | はんなりドライブ                          | 奥田民生 with 屋敷豪太名義 |
| 7th | 2023年8月9日   | ハナウタ                             | ハナウタ                                  | 「ドコモビジネス」CMソング |
| 8th | 2023年12月27日 | 旅をゆけ                             | 旅をゆけ                                  | 奥田民生はっとり名義 |

#### ひとりカンタビレ
- 2010年に行われたレコーディングツアー「ひとりカンタビレ」にて制作された楽曲。これらはライブ終了の3〜4時間後には配信が開始された。

| 録音日        | タイトル                 | 会場                       |
| ------------- | ------------------------ | -------------------------- |
| 2010年3月15日 | 最強のこれから           | 東京都・DUO MISIC EXCHANGE |
| 2010年4月10日 | わかります               | 福岡県・DRUM LOGOS         |
| 2010年4月18日 | えんえんととんでいく     | 広島県・CLUB QUATTRO       |
| 2010年4月27日 | RL                       | 京都府・磔磔               |
| 2010年4月29日 | 音のない音               | 東京都・パルコ劇場         |
| 2010年5月5日  | たびゆけばあたる         | 宮城県・Zepp Sendai        |
| 2010年5月7日  | ひとりカンタビレのテーマ | 東京都・SHIBUYA-AX         |
| 2010年5月10日 | かたちごっこ             | 北海道・ペニーレーン24     |
| 2010年5月21日 | Room 503                 | 愛知県・CLUB DIAMOND HALL  |
| 2010年5月23日 | 解体ショー               | 石川県・EIGHT HALL         |

### 映像作品

#### LIVE
1. tamio okuda TOUR "29-30"（1995年）
2. tamio okuda TOURDUST "0-30"（1995年）
3. TOUR 1997 股旅（1998年）
4. ひとり股旅（1999年）
5. TOUR 2000 GOLDBLEND（2000年）
6. OKUDA TAMIO LIVE SONGS OF THE YEARS / DVD（2003年）
7. ひとり股旅スペシャル@広島市民球場（2005年）
8. okuda tamio Cheap Trip 2006（2006年）
9. okuda tamio FANTASTIC TOUR 08（2008年）
10. OKUDA TAMIO JAPAN TOUR MTR&Y 2010　C.C.Lemon Hall（2011年）
11. ひとり股旅スペシャル@厳島神社（2012年）
12. 奥田民生2013ツアー SPICE BOYS at 中野サンプラザ（2014年）
13. 奥田民生ひとり股旅スペシャル@マツダスタジアム（2016年）
14. 奥田民生 生誕50周年伝説“となりのベートーベン”（2016年）

#### PV集
1. OT clips of the years（2001年）
『29』から『GOLDBLEND』までのPVを収録。
2. OT clips of the years Vol.2（2004年）
『E』、『LION』のPVを収録。

#### その他
1. ドーロムービー“トツゲキ!オートモビレ”（2023年1月25日）BD+CD

## その他参加作品
| アーティスト                   | 発売日         | タイトル                                             | 収録作品                                                                  |
| ------------------------------ | -------------- | ---------------------------------------------------- | ------------------------------------------------------------------------- |
| ピチカート・ファイヴ           | 1990年5月21日  | これは恋ではない                                     | 月面軟着陸                                                                |
| 渡辺満里奈                     | 1990年7月21日  | 夜道                                                 | a piece of cake!                                                          |
| ササジーズ                     | 1991年11月1日  | 竜巻ジェーン                                         | アナコンダウーマン                                                        |
| オムニバス                     | 1998年3月21日  | ラ・ラの女                                           | ARB COVERS                                                                |
| 鈴木祥子                       | 1998年7月15日  | たしかめていてよ                                     | 私小説                                                                    |
| ムーンライダーズ               | 1998年11月21日 | SWEET, BITTER, CANDY-秋 - 冬                         | New Directions of Moonriders Vo.1                                         |
| 忌野清志郎                     | 2000年5月5日   | つ・き・あ・い・た・い                               | RESPECT! ～The 30th Anniversally of KIYOSHIRO IMAWANO                     |
| オムニバス                     | 2000年10月18日 | Sweet Bitter Candy他                                 | Live Beautiful Songs                                                      |
| オムニバス                     | 2001年3月28日  | 世話がやけるぜ                                       | JOYRIDE 矢沢永吉スーパーカバートラックス                                  |
| 東京スカパラダイスオーケストラ | 2002年2月14日  | 美しく燃える森                                       | Stompin' On DOWN BEAT ALLEY                                               |
| 桑田佳祐                       | 2002年11月27日 | 光の世界                                             | TOP OF THE POPS                                                           |
| オムニバス                     | 2002年10月17日 | うめぼし                                             | 一期一会 Sweets for my SPITZ                                              |
| つじあやの                     | 2004年5月19日  | シャ・ラ・ラ                                         | COVER GIRL                                                                |
| オムニバス                     | 2004年9月1日   | 空にまいあがれ                                       | 真心COVERS                                                                |
| オムニバス                     | 2004年11月10日 | リバーサイドホテル                                   | YOSUI TRIBUTE                                                             |
| オムニバス                     | 2005年9月30日  | Hey Bulldog                                          | HAPPY BIRTHDAY, JOHN                                                      |
| SPARKS GO GO                   | 2005年9月7日   | Something Wild                                       | VARIETLY                                                                  |
| Fairlife                       | 2007年3月7日   | 鳥のように消えた日                                   | パンと羊とラブレター                                                      |
| オムニバス                     | 2008年3月26日  | Whole Lotta Rosie                                    | THUNDER TRACKS                                                            |
| オムニバス                     | 2008年9月24日  | プレゼント                                           | Sirius〜Tribute to UEDA GEN〜                                             |
| オムニバス                     | 2009年3月18日  | 散歩道                                               | JUDY AND MARY 15th Anniversary Tribute Album                              |
| レイジー                       | 2009年4月22日  | 感じてKnight                                         | Lantis 10th anniversary Best                                              |
| オムニバス                     | 2009年7月22日  | 君はTVっ子                                           | BOOMANIA〜THE BOOM SPECIAL BEST COVERS〜                                  |
| オムニバス                     | 2009年10月21日 | ばらの花                                             | くるり鶏びゅ〜と                                                          |
| オムニバス                     | 2009年12月9日  | LOVE LOVE SHOW                                       | THIS IS FOR YOU〜THE YELLOW MONKEY TRIBUTE ALBUM                          |
| 東京スカパラダイスオーケストラ | 2010年1月27日  | 流星とバラード                                       | WORLD SKA SYMPHONY                                                        |
| Golden Circle of Friends       | 2010年10月20日 | 脳がない                                             | Golden Circle                                                             |
| オムニバス                     | 2011年2月23日  | チャンスは今夜                                       | OK!!! C'MON CHABO!!!                                                      |
| 東京スカパラダイスオーケストラ | 2012年2月8日   | 流星とバラード (Yasutaka Nakata remix)               | on the remix                                                              |
| オムニバス                     | 2013年12月18日 | 突然の贈り物                                         | 大貫妙子トリビュート・アルバム Tribute to Taeko Onuki                     |
| オムニバス                     | 2014年5月28日  | ああエキセントリック少年ボウイ                       | YEAH♪♪ ～YOSHIMOTO COVER & BEST～                                         |
| オムニバス                     | 2018年4月1日   | TWITT AND CHATT                                      | MAGICAL MYSTERY COVERS                                                    |
| 星野源                         | 2020年10月21日 | 愛のせい                                             | IN GRATITUDE                                                              |
| オムニバス                     | 2020年12月30日 | ロケットに乗って                                     | TRIBUTE TO TRICERATOPS                                                    |
| 伊藤蘭                         | 2023年7月19日  | 春になったら featuring chorus 奥田民生＆トータス松本 | LEVEL 9.9                                                                 |
| 東京スカパラダイスオーケストラ | 2025年3月19日  | Paradise Has No Border feat. NO BORDER ALL STARS     | NO BORDER HITS 2025→2001 〜ベスト・オブ・東京スカパラダイスオーケストラ〜 |

## 受賞歴
- 1998年
  - 第16回ザテレビジョンドラマアカデミー賞 主題歌賞（『さすらい』、ドラマ『Days』主題歌）[57]

## 使用機材
- ギター
  - AriaPro Les Paul Type
  - AriaPro Stratocaster Type
  - Danelectro 3011 1960s
  - Epiphone Casino Dbl E-230TD 1961
  - Epiphone Coronet 1964
  - Fender Custom Shop '67 Relic Telecaster 2011
  - Fender Jazzmaster 1962
  - Fender Mustang 1965
  - Fender Telecaster 1952
  - Fender Telecaster 1969
  - Fernandes Flying V
  - Gibson B-25 1965
  - Gibson CF-100E 1951
  - Gibson Custom Shop Explorer 2019
  - Gibson Custom Shop Flying V 2012
  - Gibson Custom Shop Les Paul Special Single Cut w/Bigsby 2003
  - Gibson ES-295 1954
  - Gibson ES-330 TAMIO OKUDA Model
  - Gibson Firebird II 2003
  - Gibson Flying V 1975
  - Gibson J-45 1945
  - Gibson J-45 1958
  - Gibson J-45 1969
  - Gibson J160-E 1967
  - Gibson Les Paul Standard Collectors Choice Gold Top 2014
  - Gibson Les Paul Standard w/Bigsby 1956 - ビグスビー搭載。元々はP-90搭載のゴールドトップを様々な改造を施して現在の姿に生まれ変わった。
  - Gibson Les Paul Standard 1959 - 今現在プレミア化しているギター。UNICORN時代から愛用してきた一本。
  - Gibson Les Paul Special 1957
  - Gibson Memphis ES-330 2013
  - Gibson Memphis ES-335
  - Gibson SG Melody Maker 1967
  - Gibson SG Special 2003
  - Gibson Tamio Okuda CF-100E FC 2015
  - Gretsch Tennessean 1966
  - Hefner Model 191
  - Hefner 500/1
  - Ibanez Duke
  - Kay Truetone Acoustic Guitar 1960s
  - Martin D-28 1967
  - Rickenbacker 325 1981
  - Rickenbacker 360-12FG 1966

- ベース
  - Teisco EB-120 1960s

- アンプ
  - Ampeg B-15n 1965
  - Fender Tremolux 1955
  - Marshall PA 20 1960~1970s

## 楽曲提供
- A.B.C-Z
「夏と君のうた」 作詞：小沢一敬、作曲：奥田民生、編曲：船山基紀
- 石川さゆり
「Baby Baby」　作詞・作曲・編曲：奥田民生
「スロウサーフィン」　作詞・作曲・編曲：奥田民生
- 伊藤蘭
「春になったら」　作詞・作曲：奥田民生＆トータス松本、編曲：笹本安詞
- 大泉バンド
「負け戦」　作詞：大泉洋、作曲：奥田民生
- 大貫亜美
「女の子男の子」　作詞：奥田民生、作曲：Andy Sturmer、編曲：奥田民生
- 尾崎亜美
「MELODY JUNK」　作詞：尾崎亜美、作曲：奥田民生、編曲：AMIGOS (奥田民生・小原礼・沼澤尚)
- 葛山信吾
「バトル」　作詞：秋元康、作曲：奥田民生、編曲：樫原伸彦
- 木村カエラ
「BEAT」　作詞：木村カエラ、作曲・編曲：奥田民生
「ROCK ON」　作詞：木村カエラ、作曲・編曲：奥田民生
「1115」　作詞：木村カエラ、作曲・編曲：奥田民生
- KinKi Kids
「スピード」　作詞・作曲：奥田民生、編曲：白井良明
- CHEMISTRY
「マイウェイ」　作詞・作曲：奥田民生
- 小泉今日子
「月ひとしずく」　作詞：小泉今日子・井上陽水・奥田民生、作曲：井上陽水・奥田民生、編曲：白井良明
「オトコのコ オンナのコ」　作詞：小泉今日子、作曲：奥田民生、編曲：菅野よう子
- 小林克也 & ザ・ナンバーワン・バンド
「東京ナイス・ガイ」　作詞・作曲：奥田民生
- 西城秀樹
「きみの男」　作詞・作曲：奥田民生、編曲：上邑博　※プロデュースを担当した織田哲郎の依頼で楽曲提供を行った作品
- 坂本美雨
「鉄道員」　作詞：奥田民生、作曲・編曲：坂本龍一
- THE COLLECTORS
「悪い月」　作詞・作曲：奥田民生
- ササジーズ
「竜巻きジェーン」　作詞：奥田民生　作曲：坂井紀雄
- サディスティック・ミカ・バンド
「Sadistic Twist」　作詞：奥田民生・木村カエラ 作曲：小原礼
- 清水小百合
「丘の上の少女」　作詞・作曲：奥田民生
- シーラカンズ（映画『僕らのワンダフルデイズ』サウンドトラック）
「ドキドキしよう」　作詞・作曲：奥田民生
「僕らの旅」　作詞・作曲：奥田民生
- 柴咲コウ
「ゆくゆくは」　作詞：柴咲コウ、作曲：奥田民生・柴咲コウ、編曲：奥田民生
- 鈴木祥子
「たしかめていてよ」　作詞：鈴木祥子、作曲：鈴木祥子・奥田民生、編曲：鈴木祥子・奥田民生・斎藤有太
「赤い実がはじけてた」　作詞：鈴木祥子・只野菜摘、作曲：鈴木祥子・奥田民生、編曲：鈴木祥子・奥田民生・斎藤有太
- ダウンタウン
「くつみがき」　作詞：松本人志、作曲：奥田民生、編曲：佐藤英二
- TUBE
「雪でも夏」　作詞・作曲：奥田民生、編曲：斎藤有太
- 長田進 with GRAPEVINE
「俺の車」　作詞・作曲：奥田民生
- 中山忍
「光のオペラ」　作詞：巻上公一、作曲：奥田民生、編曲：有賀啓雄
- 芳賀ゆい
「星空のパスポート」　作詞：奥田民生、作曲：生福、編曲：小西康陽　※ 生福の「酸素でルルル」が原曲。また、イメージビデオ『はがゆい伝説』にも作詞者として出演
- PUFFY
「アジアの純真」　作詞：井上陽水、作曲・編曲：奥田民生
「これが私の生きる道」　作詞・作曲・編曲：奥田民生
他多数
- 浜田雅功
「春はまだか」　作詞・作曲・編曲：奥田民生　※ PVにも出演、浜田の横でギターを弾いている
「ラブレター」　作詞：高須光聖、作曲：奥田民生　※ベースを弾いているのは浜田の息子であるハマ・オカモト（OKAMOTO'S）。クレジットには“人の息子”と表記。
- 濱田マリ
「人の息子」　作詞・作曲：奥田民生、編曲：森俊之
- Hit&Run軍団
「ハラダ記念樹」 （作詞：奥田民生・八熊慎一・PUFFY、作曲：志村正彦・永友聖也・西村晋弥）
- 藤井フミヤ
「SUNNYで!」　作詞：奥田民生・藤井フミヤ、作曲：奥田民生、編曲：佐橋佳幸・奥田民生
「嵐の海」　作詞・作曲・編曲：奥田民生、ホーンアレンジ：佐橋佳幸　※ 奥田の自宅録音がそのまま作品となり、PVにも出演
- 松浦善博
「フィルモア最初の日」　作詞・作曲：奥田民生
- 森山愛子
「キャベツ畑のサンマ」　作詞：高田ひろお、作曲：奥田民生
- 矢野顕子
「Money Song」　作詞・作曲：奥田民生・矢野顕子
- 山瀬まみ
「ゴオ!」　作詞：サエキけんぞう、作曲：奥田民生、編曲：三柴江戸蔵
「地球よ 私のために廻れ!」　作詞：朝野深雪、作曲：奥田民生、編曲：すがいゆきお・横関敦
- 吉田ヒロ 　
「君の涙に微笑みを」　作詞：島武実、作曲：奥田民生、編曲：鈴木智文
- チコ村民生と江戸川オールスターズ
「叱られたい！」　　作詞・作曲・編曲：奥田民生 ※演奏で参加。ジャケットイラストでギターを持つ奥田がらしき人物が描かれているが、よく見ないと分からない。

## 書籍
- 奥田民生、宇都宮美穂『奥田民生ショウ』ソニー・マガジンズ、1992年。ISBN 978-4789706674。
- 『奥田民生ショウ』ソニー・マガジンズ〈ソニー・マガジンズ文庫〉、1993年。ISBN 978-4789708159。 ※文庫化
- 奥田民生『FISH OR DIE』角川書店、1996年。ISBN 978-4048834612。
- 『FISH OR DIE』角川書店、1999年。ISBN 978-4043476015。 ※文庫化
- 奥田民生『奥田民生別注武運』祥伝社、1999年。ISBN 978-4396420017。
- 奥田民生『奥田民生別注 武運復刻 「奥田民生のただいま別注中」ダイジェスト版DVD封入』祥伝社、2004年。ISBN 978-4396420468。
- 奥田民生『俺は知ってるぜ』ロッキングオン、2004年。ISBN 978-4860520427。
- キース・リチャーズ、奥田民生(翻訳)『Gus & Me』ポプラ社、2014年。ISBN 978-4591141335。
- 奥田民生『ラーメン カレー ミュージック』KADOKAWA〈角川マガジンズ〉、2014年。ISBN 978-4047314337。
- 奥田民生『59-60 奥田民生の 仕事/友達/遊びと金/健康/メンタル』ダイヤモンド社、2024年。ISBN 978-4478119457。

スコアブック
- 奥田民生『奥田民生ギター弾き語り全曲集 ALL ABOUT』ドレミ楽譜出版社、2005年。ISBN 9784285105216。

## アニメ映画
- 宇宙兄弟#0（2014年8月9日、ワーナー・ブラザース映画） - 奥田民生（1996年当時の本人） 役[58]

## テレビ出演
- SONGS（NHK）
  - 第34回（2008年1月23日）[59]
  - 第338回「愛し合ってるかい？」（2015年5月2日） - 忌野清志郎特集に出演。トークゲスト[60]
  - 第436回「奥田民生」（2017年9月21日）[61]
  - 第448回「未公開スペシャル」（2018年1月18日）[62]
  - 第530回「東京スカパラダイスオーケストラ×「楽しくなる音楽」の秘密」（2020年4月11日） - スペシャルコラボ[63]
  - 第634回「伊藤蘭〜キャンディーズから50年〜」（2023年7月20日） - 伊藤蘭特集。VTR出演[64]
  - 第666回「奥田民生 〜自然体の極意〜」（2024年11月7日）[65]
- SMAP×SMAP（2008年1月28日、フジテレビ）[59]
- Dear 忌野清志郎（2023年9月16日、NHK BSプレミアム）[66]
- ワルイコあつまれ（2024年11月5日、NHK）[67]
- 鶴瓶の家族に乾杯（2025年5月12日・19日、NHK）[68][69]
- 奥田と吉川 オーチーコーチーの遠くて広い広島（2025年8月10日、広島テレビ制作、日本テレビ系全国28局ネット[70]）

## ゲーム
- 『○○おもいっきり男』（2003年） - 監修